# هواسونغ-15
هواسونغ-15 (بالكورية: 화성 15) ومعناه «المريخ-15» بالعربية، هو صاروخ باليستي تكتيكي من إنتاج كوريا الشمالية. إطلاقه في 28 تشرين الثاني 2017. وهو أول صاروخ تصنعه كوريا الشمالية قادر على الوصول إلى جميع أنحاء الولايات المتحدة.